# Scheffelmühle

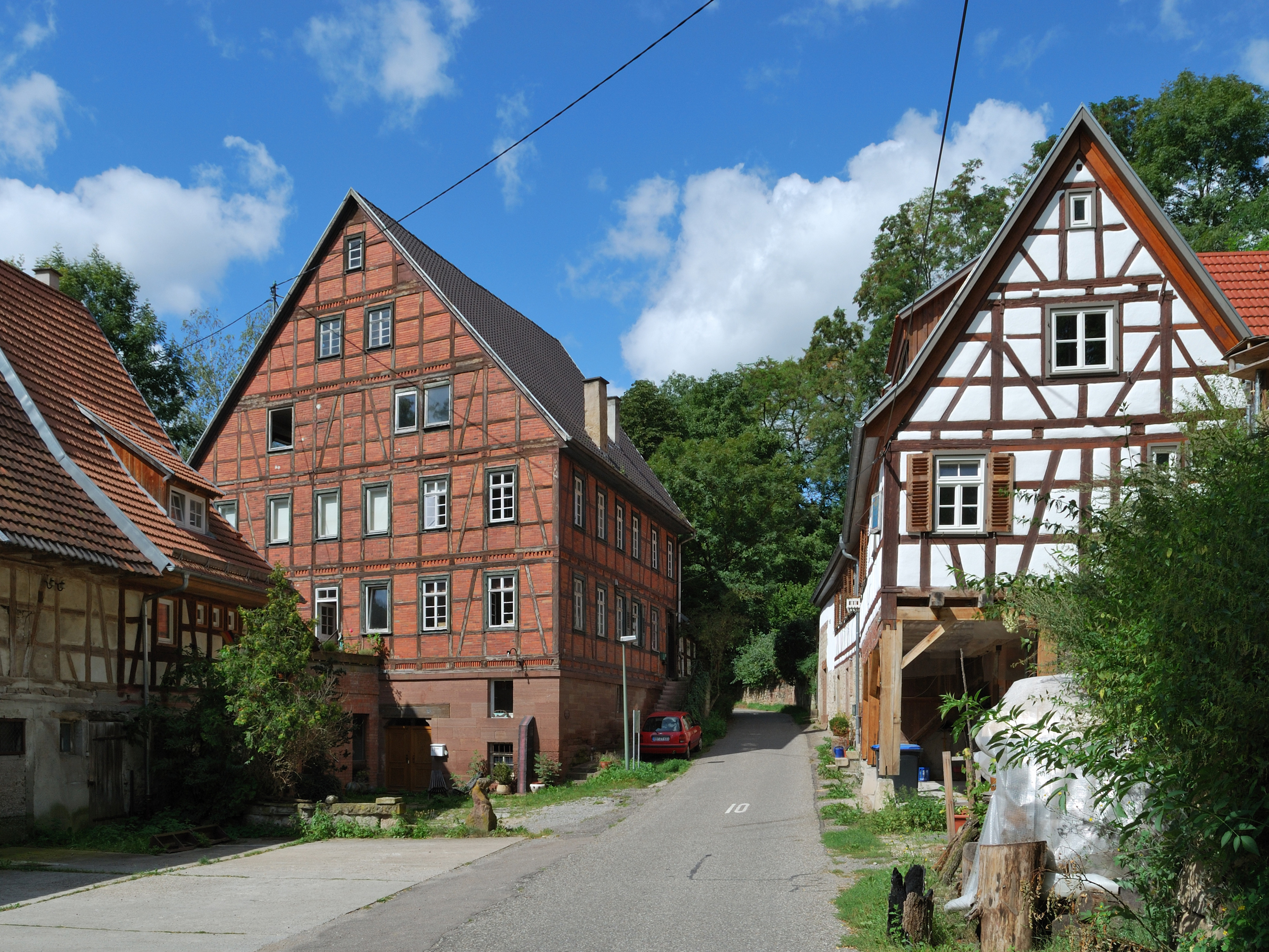
Die Scheffelmühle

Die Scheffelmühle ist eine ehemalige Wassermühle am Fluss Glems auf der Gemarkung des Leonberger Stadtteils Höfingen.
Der Name kam erst im 15. Jahrhundert auf, als die Mühle von der Familie Schöffel betrieben wurde. Damals bestand die Regelung, dass die Höfinger Kundschaft Vorrang vor Auswärtigen hatte. Außerdem musste der Müller das Getreide nicht nur im Dorf, sondern in einer Umgebung von einer Meile ohne Vergütung abholen und Mehl und Kleie ins Haus liefern. Im Vergleich zu den Eltinger Mühlen, die durch Wasserknappheit benachteiligt waren, profitierte der Schöffelmüller von der besseren Wasserversorgung seiner Mühle.
Seit 1904 ist die Mühle im Besitz der Familie Sailer. Die Mühle war bis 1967 in Betrieb. Heute befinden sich im Mühlengebäude ein Keramikatelier und ein Bildhaueratelier.

## Quelle
- Informationstafel am Glemsmühlenweg

Koordinaten: 48° 48′ 42,2″ N, 9° 0′ 30″ O